# تپه نالوس ۲
تپه نالوس ۲ مربوط به هزاره اول قبل از میلاد - دوره اشکانیان - دوره ساسانیان - سدهٔ ۱۰ تا ۱۲ ه.ق است و در شهرستان اشنویه، بخش نالوس، دهستان اشنویه جنوبی، روستای نالوس واقع شده و این اثر در تاریخ ۷ اسفند ۱۳۸۵ با شمارهٔ ثبت ۱۷۷۳۲ به‌عنوان یکی از آثار ملی ایران به ثبت رسیده است.